# Pseuderemostachys
Pseuderemostachys es un género monotípico de plantas con flores perteneciente a la familia Lamiaceae. Su única especie: Pseuderemostachys sewerzovii (Herder) Popov, Novye Mem. Moskovsk. Obshch. Isp. Prir. 19: 184 (1940 publ. 1941), es originaria del centro de Asia donde se encuentra en Kazajistán.

## Taxonomía
Pseuderemostachys sewerzovii  fue descrita por Mijaíl Popov y publicado en  Nouv. Mem. Soc. Nat. Moscou 19: 148, 162, en el año 1941.
Sinonimia
- Eremostachys sewerzovii Herder
- Marrubium sewerzovii (Herder) Regel
- Pseuderemostachys sewerzowii (Herder) Popov	[3]